# ノクターン (中島美嘉の曲)
『ノクターン』は中島美嘉の配信限定シングル

## 解説
シングルとしては、同年発売の『イノサン Rouge』より、約8ヶ月振りとなる。
本作は、同年発売のアルバム『JOKER』の先行シングルとして配信リリースされた。ビデオ・クリップは安達祐実が出演しており、ストーリー仕立ての展開が描かれている。これはかねてより中島が安達のファンだったことから出演をオファーしたことで実現がなされたのだという。

## 収録曲
1. ノクターン
作詞：中島美嘉,津波幸平 / 作曲：津波幸平 / 編曲：野村陽一郎

## 収録アルバム
ノクターン
- 『JOKER』